# Fårhuvudfisk
Fårhuvudfisk (Archosargus probatocephalus) är en fisk från familjen havsrudefiskar som finns i Atlanten utanför östra Nordamerika och nordöstra Sydamerika.

## Beskrivning
Fårhuvudfisken är en oval, högryggig fisk med trubbig nos, långa bröstfenor och urgröpt stjärtfena. Kroppen är silverfärgad till grågrön med 5 – 7 tydliga, svarta tvärband. Tvärbanden är tydligast hos unga fiskar, men förblir fullt synliga genom hela livet. Bröst- och stjärtfenorna är grönaktiga i tonen, medan de övriga är grå till svarta. Arten kan som mest bli 91 cm lång och väga 9,6 kg, men blir normalt betydligt mindre; vanligen väger vuxna fiskar mellan 0,5 och 3,6 kg, med en längd mellan 35 och 46 cm.  

## Ekologi
Arten är en kustnära havsfisk som gärna går upp i flodmynningarnas brackvatten och ibland även, under vintern, i rent sötvatten. Den uppehåller sig gärna kring föremål som klippor, bryggor, mangroverötter och liknande. De vuxna fiskarna tar främst ryggradslösa djur som krabbor, ostron, musslor, havstulpaner och andra skaldjur samt mindre ryggradsdjur som mindre fiskar (unga stubbkväkare och havsgösfiskar). Växtmaterial kan också förtäras. Ungfiskar tar bland annat zooplankton, havsborstmaskar och larver av fjädermyggor.
Arten kan bli åtminstone 20 år gammal.

### Fortplantning
Arten blir vanligen könsmogen vid tvåårsåldern, även om det kan dröja upp till fem år. Lektiden infaller under senvinter till tidig vår.
Ungfiskarna uppehåller sig ovanför gyttjebottnar och sjögräsängar.

## Kommersiell betydelse
Fårhuvudfisken är en populär matfisk som både fiskas kommersiellt och tas som sportfisk. Den förekommer även i offentliga akvarier.

## Utbredning
Arten finns utanför norra Amerikas kust från Nova Scotia i Kanada längs USA:s öst- och sydkust över Mexikanska golfen till Brasilien. Den saknas dock i Västindien.